# 1109 до н. е.

## Померли
- Рамзес IX (Неферкара Сетепенра) (нар. 1127 до н. е.), фараон Стародавнього Єгипту, який належив до Рамесидів.